# Marsha Dutton
Marsha Lyn Dutton Stuckey (* 1942) ist eine US-amerikanische Anglistin.

## Leben
Sie erwarb den A.B. (Englisch, Französisch, Philosophie) 1964 an der University of Kansas, den M.A.T. 1974 (Englische Literatur) an der University of Kansas und den Ph.D. 1981 (englische Sprache und Literatur) an der University of Michigan (An Edition of Two Middle English Translations of Aelred’s De institutione inclusarum) bei John Reidy. Sie lehrte  am Department of English der Ohio University (Professor 2006–2015, Associate Professor 1998–2006).
Ihre Lehr- und Forschungsfelder sind alte und mittelenglische Literatur (Geoffrey Chaucer; Literatur religiöser Richtung), englische Zisterzienserpredigten und Abhandlungen des 12. Jahrhunderts, mittelalterliche Übersetzung und Übersetzungstheorie und Geschichte der englischen Sprache.

## Schriften (Auswahl)
- An edition of two Middle English translations of Aelred’s De Institutione inclusarum. 1981, OCLC 68290488, (Stuckey, University of Michigan, Dissertation, 1981).
- als Herausgeberin mit Daniel M. LaCorte, Paul Lockey (Hrsg.): Truth as gift. Studies in medieval Cistercian history in honor of John R. Sommerfeldt (= Cistercian Studies. 204). Cistercian Publications, Kalamazoo MI 2004, ISBN 0-87907-304-7.
- als Herausgeberin: A companion to Aelred of Rievaulx (1110–1167) (= Brill’s Companions to the Christian Tradition. 76). Brill, Leiden u. a. 2017, ISBN 978-90-04-18355-1.